# Rada nad apelacemi

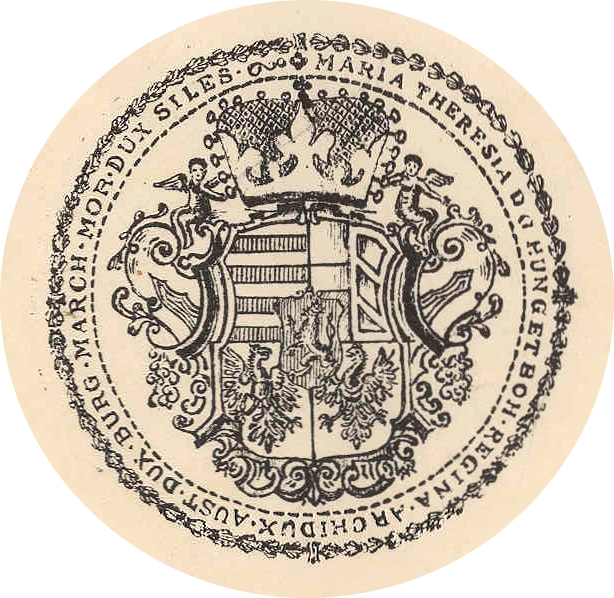
Jedna z pečetí apelačního soudu (z doby vlády Marie Terezie)

Apelační soud, oficiálně zvaný rada nad apelacemi (latinsky consilium apellationum) či apelační komora (německy Appellationskammer), byla soudní instituce, zřízená roku 1548 králem Ferdinandem I. Habsburským jako odvolací stolice od městských soudů ze všech zemí České koruny. Šlo o první profesionální, plně byrokratický soud na území dnešního Česka; také první soud řídící se striktně dle zásad římského práva. Významně přispěl ke sjednocování do té doby značně nejednotného městského práva, mj. prosazením Koldínova zákoníku (1580).
Původně byl apelační soud zamýšlen jako všeobecná odvolací instance od všech soudů (i zemských, tj. jeho rozhodnutí by byla závazná i pro šlechtu), takovou širokou kompetenci apelační komory se však královské moci nikdy nepodařilo prosadit. K soudu, sídlícímu v Praze, se nakonec mohlo odvolávat jen z měst (královských, poddanských, věnných, horních a komorních), a to ve vlastních Čechách, ve Slezsku a obou Lužicích, dále od hornolužického zemského soudu a od knížecích soudů slezských bezprostředních knížectví. Morava byla kvůli odporu tamních měst plně podřízena působnosti soudu až roku 1628. Od roku 1753 pak byly v českých zemích dva apelační soudy: ten původní pražský zůstal pro Čechy a rakouské Slezsko, v Brně byl nově zřízen pro Moravu. O třicet let později bylo Slezsko přeřazeno pod soud v Brně a toto soudně-správní spojení přetrvalo (přes protesty slezských stavů) až do poloviny 19. století, ovšem už v jiné podobě.
Při josefínské reformě soudní soustavy (1. června 1783) oba apelační soudy zanikly ve své původní formě a byly přeměněny na tzv. všeobecné apelační soudy, jež tvořily druhý článek třístupňové soudní soustavy habsburského soustátí. Ministerským nařízením z 6. dubna 1850 nakonec všeobecné apelační soudy byly úplně zrušeny a jejich nástupci se staly vrchní zemské soudy.

## Zřízení soudu
Ferdinand I. 20. ledna 1548 založil apelační soud svým reskriptem vydaným v Augsburgu. Využil porážky prvního protihabsburského povstání k omezení práv královských měst, která jako jeden ze stavů byla součástí protihabsburské koalice a zahájil tak politiku centralizace a postupného budování absolutismu. Zřizovací instrukce obsahovala podrobný soudní řád apelačního soudu, který bez výrazných změn zůstal v platnosti až do roku 1628. Původně Ferdinand zamýšlel zřídit odvolací instanci s velice širokou kompetencí pro všechny soudy České koruny, včetně zemského soudu. Moc šlechty však nebyla neúspěšným povstáním natolik oslabena, aby proti její vůli mohl král prosadit svůj záměr. Ferdinand se tedy musel spokojit se zřízením apelačního tribunálu jako vrchního soudu nad všemi městskými soudy a rozhodujícího o odvoláních do rozsudků všech měst království českého, tzn. Čech (včetně Kladska), Horní a Dolní Lužici (kde před tím r. 1532 zakázáno brát naučení v Magdeburku), Slezska a Moravy. Tento králův záměr nebyl ale naplněn v té míře, jak si přál. Mimo Jihlavu se ostatní moravská města až do počátku 17. století pravomoci pražského apelačního soudu odmítala podřídit.
Ačkoli ve zřizovací instrukci byla výslovně zmíněna jen královská města, týkala se jeho kompetence všech měst Koruny, tedy i měst poddanských. Tato skutečnost vyplývala ze znění královské instrukce: „A když která apelací před ty rady naše z měst aneb od kterého práva v království našem přijde…“ Tím, že Ferdinand I. uvedl na počátku své instrukce královská města, chtěl jen výslovně zdůraznit, že právě královská města jako hlavní účastníci protihabsburského povstání a význačná politická složka feudální struktury, jsou podrobena v soudních záležitostech královské radě nad apelacemi. Zpočátku mohla nadále i po roce 1548 rozhodovat o odvoláních do rozhodnutí městských rad ještě soudní stolice Starého Města pražského, pokud s tím obě strany souhlasily, jestliže jedna strana tento postup odmítala, směřovalo odvolání před apelační soud. Teprve až po roce 1558 byl příslušný pouze apelační tribunál (viz níže). Kromě toho se také apelační soud stal odvolací instancí pro ty soudy, proti jejichž rozsudkům bylo odvolání přípustné a které neměly tzv. privilegium inapelačnosti (jako zmíněný zemský soud český a moravský), tzn. jednalo se zvláště o stavovské soudy Slezska a Horní Lužice. Apelační tribunál mohl také případně přijímat suplikace od soudů, které sice privilegium inapelačnosti měly, ale řídily se procesem římsko-kanonickým, který podání takové mimořádné revize umožňoval.
Co se týče věcné působnosti, apelační tribunál rozhodoval o odvoláních proti rozhodnutím těchto soudů jak ve věcech civilních, tak trestních. Jeho osobní působnost se vztahovala tedy na měšťany, lid sdružující se ve městech a na vyšších stavy, pokud se jednalo o jejich šosovní majetek, tedy majetek ve městech podléhající šosovní dávce. Také rada nad apelacemi měla rozhodovat v trestních věcech, které se týkaly selského a ostatního neusedlého lidu, pokud tyto věci soudili v první instanci krajští hejtmani, rady královských měst a vrchnostenské soudy, kterým k tomu panovník udělil zvláštním privilegiem oprávnění. Pro poddané bylo ovšem odvolání se k apelačnímu soudu jen teoretické, jelikož bylo spojeno s velkými náklady. Ferdinand dále výslovně zakázal odvolávání se k pražským městům a „ven ze země“, konkrétně jmenoval soudní stolice v Magdeburku a Lipsku. Stejně tak zakazoval braní naučení a slepých ortelů jak z těchto měst, tak i od jiných soudů či vysokých škol.
I když apelační soud soustředil k sobě všechna odvolání od městských soudů a přispíval tak ke sjednocení městského práva, města zůstávala nadále součástí svého právního okruhu. Proto jednotlivé případy měl soud posuzovat podle toho práva, které platilo u toho městského soudu, který rozhodoval jako první instance. Jednalo se buď o právo staroměstské (v instrukci nazýváno právo české) nebo právo magdeburské a toto rozdělení přetrvávalo až do roku 1610, kdy se v podstatě právo staroměstské prostřednictvím Koldínovy kodifikace rozšířilo na celé České království.

## Složení
Apelační tribunál byl výhradně soudem panovnickým. Na jeho fungování a složení neměli stavové vliv, všichni jeho členové byli jmenováni a placeni panovníkem. Byla to tak další z institucí, které Ferdinand I. zakládal v úmyslu oslabit vliv stavů na řízení státu a zcentralizovat správu zemí Koruny. Členové apelačního soudu nesměli v souvislosti se svou úřední činností přijímat jakékoli pocty a dary. Stálý plat a zákaz přijímat úplatky znamenalo v našem soudnictví významný pokrok, do určité míry se jednalo o uplatnění jednoho z principů soudcovské nezávislosti. Přesto nelze apelační komoru považovat za nezávislou soudní instituci v dnešním slova smyslu. Soudci byli stále úředníci zcela závislí na králi. Apelační soud byl tak prvním byrokratickým soudem v našich zemích a stal se základem příští výstavby trojinstančního systému v období absolutismu.
V čele soudu stál prezident, který musel být příslušníkem panského stavu. Vedle něj bylo dále jmenováno 13 apelačních radů, mezi nimiž bylo pět dalších šlechticů (a to tři páni, dva rytíři), čtyři doktoři práv a čtyři zástupci měst. Takové obsazení znamenalo porušení zásady, že měšťan může být souzen příslušníky svého stavu, potvrzené, až na několik výjimek, Svatováclavskou smlouvou. Navíc v následujících letech nebyli měšťané jmenováni v plném počtu. Na tuto skutečnost si Pražané několikrát stěžovali na zemské sněmu v roce 1582 a 1610, na generálním sněmu v roce 1611. Teprve až na generálním sjezdu v roce 1619 bylo konečně prohlášeno, že apelační soud má být obsazován ze všech tří stavů království českého v rovném počtu.
Významným přínosem bylo obsazení apelačního soudu čtyřmi doktory práv. Do počátku 16. století působilo v českých zemích velice málo univerzitně vzdělaných právníků. Právě období vlády Ferdinanda I. znamená zvýšený příliv studovaných juristů do české země. Jeho instrukce, kterou se zřizoval apelační soud, byla v oboru státního práva prvním právním předpisem žádající absolvování právnického studia a dosažení doktorátu pro výkon státní funkce.
Prezidentovi apelačního soudu příslušelo výsadní postavení mezí ostatními členy apelačního tribunálu. Kontroloval ostatní členy soudu, svolával rady k soudnímu jednání. Nacházel-li se král mimo české země, nemohli radové bez prezidentova svolení opustit Prahu. K výkonu vedlejšího zaměstnání a nepřítomnosti delší jako šest měsíců potřebovali radové souhlas přímo od panovníka. Spolu s ostatními rady kontroloval prezident i činnost administrativních pracovníků soudu. Radové apelační soudu měli tedy k dispozici administrativní aparát skládající se z několika stálých kancelářských sil a zaměstnanců, jejichž počet mírně kolísal a během let se zvyšoval. Byli to zejména sekretář a několik kancelistů, od počátku 17. století sekretáři dva – český a německý, a v této době také přistupují český a německý registrátor.

## Jednací řád
Královská instrukce podrobně předepisovala jednací řád apelačního soudu. Odvolání přijímal sekretář, o jejím přijetí dával straně potvrzení a pak do zvláštních register zapsal přesný čas doručení apelace. Registra byla dvoje, jedny pro prezidenta a druhé pro sekretáře. Sekretář ukládal zaplacené soudní poplatky do zvláštní truhly, od které měly být dva klíče, jeden u sebe přechovával sekretář a druhý prezident apelačního soudu. Soudní poplatek za apelaci neboli tzv. peníze důkladní činil původně dvě kopy českých grošů. Poplatek samozřejmě platil ten, kdo podával odvolání. Výše poplatku měla zřejmě zamezit odvoláním v nepodstatných záležitostech. Později se ale poplatek za podané odvolání snížil na dva tolary.
Řízení u apelačního soudu bylo písemné, bez účasti stran, jen na základě akt obdržených od soudu nižší instance. Obvykle se strana neměla v odvolacím řízení dovolávat nových fakt, která by nebyla uplatněna již u první instance. Bylo však možné před apelačním soudem vyslechnout svědky, jestliže nebyli vyslýcháni u první stolice. Jednání probíhalo buď v češtině nebo němčině, záleželo v jakém jazyce probíhalo řízení u soudu nižší instance. V německém jazyce byla vyřizována podstatná část agendy apelačního tribunálu, jelikož všechna města obou Lužic a většiny Slezska byla německojazyčná. Zřízení apelačního soudu bylo tak významným krokem směrem k zavádění němčiny jako jednacího jazyka v našich zemích. O odvolání muselo být rozhodnuto do jednoho měsíce od doručení soudu. Delší lhůta byla stanovena kvůli větší vzdálenosti, a to pro odvolání, dávání naučení a slepých rozsudků z měst Moravského markrabství, Slezska a obojí Lužice. V tomto případě měla být odvolání vyřízena, naučení a slepé rozsudky dány do půldruhého měsíce ode dne doručení odvolání či žádosti.
Na rozdíl do zemského soudu zasedal apelační soud téměř nepřetržitě. V létě apelační tribunál zasedal od 6 do 10 hodin a od 13 do 16 hodin, v zimě úřední hodiny začínaly o hodinu později. Jednání se nekonalo ve středu, v sobotu, v neděli a o svátcích. V době žní od 24. července do 24. srpna měli apelační radové soudní prázdniny, ale i v této době zasedali každý čtvrtek. Další dovolenou měli také v době vinobraní v délce čtrnácti dnů. I přesto, že byly stanoveny lhůty a přesné úřední hodiny, radové se zpočátku nescházeli, tak jak měli. Král jim musel ještě ke konci roku 1548 zaslat vytýkací dopis, ve kterém je za takové chování napomínal.
K projednávání každého případu zaregistrovaného sekretářem byl určen referent. Potom se k jeho přednesu vyjadřovali jednotliví apelační radové. V případě potřeby doby na rozmyšlenou došlo k odložení jednání. Apelační rada se musel ale k věci vyjádřit v kolegiu do tří dnů. Kolegium apelačního soudu bylo usnášení schopné, jestliže se sešlo v počtu nejméně devíti osob. Při hlasování o rozsudku čili při tzv. potazu rozhodovala většina hlasů. Při jejích rovnosti byl rozhodující hlas prezidenta apelačního soudu. Nevěděli si soudci rady, mohli se obracet se žádostí o pomoc k samotnému králi, a kdyby panovník nebyl v zemi osobně přítomen, pak na jeho místodržícího.
Rozsudky měly být vydávány ve jménu krále, na začátku rozhodnutí mělo být uvedeno jméno panovníka spolu s jeho rozsáhlou titulaturou (římský, uherský, český král atd.). Za oznámením, že se jedná o rozhodnutí apelačního soudu, jménem soudu prvé instance a sporných stran následovalo samotné rozhodnutí apelačního soudu. Rozhodoval-li soud o odvolání, mohl rozhodnutí nižší instance zrušit a vrátit k novému projednání, potvrdit čili konfirmovat nebo ve věci sám znovu rozhodnout čili rozhodnutí reformovat. Na závěr rozsudku bylo zapsáno místo a datum jeho vydání a připojena královská pečeť.
Rozhodnutí apelačního soudu byla zapisována do speciálních knih, které byly vedeny ve dvou řadách. První řada, do které byly zapisovány české rozsudky, byla nazývána „manuály ortelní“ a je dochována pro celou dobu existence soudu (tedy let 1548–1783) a obsahuje 82 svazků. Druhou řadu knih rozsudků psaných německy představují tzv. knihy protokolů, které mají stejný vzhled, obsah i funkci zápisů jako manuály a liší se pouze tím, že zachycují záležitosti týkající se Slezska a Lužice, a to nejen tamních měst, ale i knížat, a kromě toho také záležitosti německojazyčných měst v Čechách. Jsou dochovány od roku 1550 až do roku 1780, celkem 97 svazků. Na rozdíl od českých byly zápisy z protokolů ještě zapisovány v definitivní podobě, čili se všemi stereotypními právnickými formulemi a plnou titulaturou, do knih tzv. čistopisů, kterých se dochovalo pět z let 1548–1570.

## Prosazování kompetence soudu
Působnost apelačního soudu se v českých korunních zemích neprosadila okamžitě. Situace v Čechách, obojí Lužici a víceméně i ve Slezsku byla mnohem příznivější než v Moravském markrabství, kde se odpor měst vůči odvoláním k pražskému apelačnímu tribunálu podařilo zlomit až po roce 1620.
Jelikož apelační soud byl v prvé řádě nástrojem kontroly panovníka nad městským soudnictvím, města se zpočátku snažila odvolávání k apelační komoře zabránit. Král se pokusil situaci řešit v dubnu 1548 rozesláním listu do všech královských měst. Král přikazoval, aby města přestala bránit odvolávání k apelačnímu soudu. Stanovil důkladné ve výši dvou kop grošů českých a přikázal řádně vykonávat rozsudky apelačního soudu. Dále přesně upravoval postup při odesílání odvolání apelačnímu soudu. Dohledem nad dodržováním těchto nařízení pověřil královské rychtáře. Protože však stanovený poplatek ve výši dvou kop grošů českých znamenal zlevnění soudního řízení, začalo docházet k tomu, že strany často využívaly odvolávání k protahování malicherných pří. Proto Ferdinand I. roku 1548 povolil Starému Městu pražskému vybírat důkladné ve výši patnácti kop grošů českých a roku 1549 Novému Městu pražskému ve výši deseti kop grošů českých.
Po zřízení apelačního soudu vyvstala také otázka ohledně odvolávání z poddanských měst a městeček. Před zřízením apelačního soudu bylo zvykem, že od soudů poddanských měst se odvolávalo k soudům měst královských. Poddanská města i po zřízení rady nad apelacemi tento postup nadále zachovávala. Pražané se proto dotázali krále, má-li se z poddanských měst nadále odvolávat ke královským městům, či přímo k apelačnímu soudu. Z České kanceláře jim byla dána odpověď, aby odvolání nejprve šla do královských měst. Na rozdíl od královských měst trvalo několik desetiletí, než se podařilo prosadit kompetenci apelačního soudu vůči šlechtickým poddanským městům. Šlechta chápala zřízení apelačního soudu jako trest nad měšťanským stavem a apelační tribunál jako instituci královského dozoru nad výkonem městského soudnictví. Poslední instancí městských soudů poddanských měst tak nadále zůstávala vrchnost sama, nebo případně rušila staré instanční vazby mezi poddanskými a královskými městy, aby tak zabránila odvolávání k pražskému apelačnímu tribunálu.
Z uvedeného je zřejmé, že pravomoc královské apelační komory se v Čechách neprosadila okamžitě, zejména přímé odvolávání od městských soudů k panovníkovi bez prostřednictví rady nad apelacemi si některá města udržovala ještě po desetiletí. Dokonce jistou dobu po zřízení apelační komory se z litoměřické právní oblasti nadále odvolávalo ke kmetské stolici magdeburské. Prosazování kompetence apelačního tribunálu byla více než jeho autoritou jako královské instituce ulehčena tím, že v 16. století docházelo všeobecně k poklesu právní autority vyšších stolic. V Čechách plný průchod pravomoci apelačního soudu zajistilo až přijetí Koldínovy sbírky jako oficiální kodifikace městského práva a závazného pramene pro rozhodování apelačního tribunálu. Dokonce i samostatní soudní radové nerespektovali vymezenou působnost a počali obesílat před apelační komoru jako k první instanci osoby stavu panského a rytířského. Něco takového samozřejmě bylo pro vyšší stavy naprosto nepřípustné. Proto na sněmu konaném v září 1573 bylo za souhlasu císaře Maxmiliána II. uzákoněno, že „před apelací osoby z stavův vyšších k slyšení nenáležejí“.

### Situace na Moravě v předbělohorském období
Na rozdíl od Čech byla situace mnohem problematičtější na Moravě. Moravská města se (s výjimkou Jihlavy) neúčastnila prvního protihabsburského povstání a tak samozřejmě odmítala přijmout omezení své soudní pravomoci. Výsledkem bylo, že na Moravě prosazení pravomoci apelačního soudu i Koldínovy kodifikace bylo téměř o století opožděno. Kmetská stolice v Brně i po zřízení apelačního soudu nadále dávala naučení a vyřizovala odvolání z okolních měst, městeček a vesnic. Později dokonce i samotný apelační soud dal povolení k tomu, aby se opět z okolních měst odvolávalo do Brna. Moravští poddaní se pokoušeli využít existence apelačního soudu a žádali často o konečné rozsouzení svých pří radu nad apelacemi. Takový postup nebyl vhod moravským stavům a byl proto nakonec zakázán na zemském sněmu v roce 1579; rozhodnější usnesení k této otázce bylo přijato na sněmu roku 1583. Obě sněmovní usnesení následně potvrdil císař Rudolf II., prvé svým mandátem z 13. dubna 1583 a druhé mandátem z 24. října téhož roku.
Přesto docházelo k tomu, že s postupujícím prosazováním vlivu Koldínova zákoníku od 80. let 16. století se brněnský městský soud obracel na radu nad apelacemi se žádostí o posouzení svého rozhodnutí. Dokonce i Rudolf II. mandátem z roku 1592 dovoloval odvolat se do 14 dní po vynesení ortele (rozhodnutí) městského soudu k pražskému apelačnímu soudu, i když tato alternativa byla ztížena důkladným (poplatkem) ve výši patnácti kop českých grošů. Tento postup však brněnští zásadně odmítali, jednalo-li se o odvolání z poddanských městeček. Moravská města však dokázala využít existence rady nad apelacemi, pokud se jednalo o spory ohledně nemovitostí zapisovaných do zemských desk (tzv. zemskodeskovní statky) projednávaných u zemského soudu. I když pro vyšší stavy neexistovalo z rozhodnutí moravských zemských soudů odvolání, města, která byla zároveň královými poddanými, v případě své nespokojenosti předkládala své spory prostřednictvím české dvorské kanceláře panovníkovi ke konečnému rozsouzení, respektive komornímu či později apelačnímu soudu.
Stejně jako města v určitých záležitostech podléhala zemskému právu, mohla se také šlechta stát účastníkem řízení před soudy královských měst. I když u svých poddanských měst se snažila zabránit odvolávání k radě nad apelacemi, naopak u královských měst jim nebyl vhod přetrvávající nejednotný instanční postup. Proto také roku 1612 na obecném sněmu v Olomouci požadovali na císaři Matyášovi dokonce vytvoření zvláštního moravského apelačního soudu. A i když jim Matyáš jeho zřízení přislíbil, nakonec žádosti vyhověno nebylo.
Otázka působnosti pražského apelačního soudu na Moravě byla také projednávána na generálním sněmu svolaném na 11. dubna 1611 do Prahy, návrh ohledně apelačního soudu však nebyl přijat. Naposledy před porážkou stavovského povstání se na Moravě jednalo o apelačním tribunálu na obecném sněmu v Olomouci 15. června 1620, kde byl schválen i jeden z artikulů smluvených na generálním sněmu v Praze a týkající se vztahu moravských městských soudů a pražského apelačního soudu. Byl pouze potvrzen stávající stav a upřesněno, že postačí, aby městské soudy zasílaly apelačnímu soudu artikul (tj. dnešními slovy zákonné ustanovení), podle kterého v konkrétním případě rozhodly.

## Vývoj po roce 1620
Apelační soud v letech 1619–21 nevykonával svou činnost a rozhodovat začal opět až v roce 1622. Po porážce stavovského povstání zaslal císaři Ferdinandovi II. prezident apelačního soudu Bedřich z Talenberka dopis, ve kterém líčil zbědovaný stav královské apelační komory. Stěžoval si, že někteří radové po tři až čtyři roky se nezúčastnili jednání soudu, jiní zase nejeví žádný zájem v tomto kolegiu zasedat, či namítají, že se lépe mohou uplatnit u jiného soudu.
Roku 1628 pak vydal Ferdinand II. dne 29. září reskript, jímž nařídil reformu apelační komory. Přejmenoval ji na kolegium (sbor, shromáždění), rozdělené na tři lavice (panskou, rytířskou a doktorskou). Počet radů nad apelacemi byl zvýšen na 16 (osm ze stavu panského a rytířského, osm doktorů práv a z nich dva měšťané z měst pražských), vedle práva městského měli být znalí zemského práva, tuzemci (jestliže jimi nebyli získali právo inkolátu) a navíc to měli být v souladu s habsburskou rekatolizační politikou pouze katolíci. Radové také již nadále nesměli zastávat žádnou jinou vedlejší funkci.
Reskript Ferdinanda II. také upravoval otázku hlasování u apelačního soudu. Po referentovi hlasoval nejmladší rada z lavice doktorů a pak ostatní doktoři podle věku. Poté hlasoval nejmladší rada ze šlechtického stavu a nakonec nejstarší rada ze šlechtického stavu. Jako poslední hlasoval prezident apelačního soudu. Také se každý rada apelačního tribunálu musel podrobit zkoušce z práva, která spočívala v řešení dvou těžších případů z práva civilního a trestního, bez ohledu na to jednalo-li se o doktory práv či příslušníky rytířského nebo panského stavu. Úlohy k vypracování s přiměřenou lhůtou přiděloval jednotlivým kandidátům prezident apelačního soudu. Před komisí sestávající z nejschopnějších radů přednesl kandidát svou práci, která byla s posudkem zaslána císaři. Čeští kandidáti byli zkoušeni z práva římského a českého, němečtí z práva římského a saského.
Také Obnovené zřízení zemské zavedlo některé změny, které rozšiřovaly kompetenci apelační komory. Jednalo se omezení nad trestáním poddaných, kteří neměli být bez řádného výslechu odsuzování k útrpnému právu a jestliže byli k tortuře odsouzeni, měli právo se odvolat k apelačnímu soudu. Také bylo nařízeno, aby veškeré soudy za naučení žádaly u apelační komory ve všech „pochybných okolnostech, buďto stran trápení zločince a aneb otázek, které by se naň při trápení činiti měly aneb ortele a trestání.“ Toto ustanovení nebylo ale příliš respektováno, jelikož soudy málokterý případ považovaly za pochybný. Proto musel Ferdinand III. v Deklaratoriu z roku 1644 vysvětlit příslušný článek v Obnoveném zřízení tak, že všechny trestní případy mají být považovány za pochybné a ohledně nich má být žádáno o naučení u pražského apelačního soudu, kromě těch případů, kdy byl pachatel přistižen při činu nebo byla pachatelova vina naprosto zřejmá. Až do konce 17. století neměl stále odsouzený poddaný možnost odvolání z rozsudku vrchnostenského soudu, který byl konečný. V souvislosti se vzrůstajícím vlivem feudálního státu, který se postupně rozšiřoval do všech oblastí správy, došlo i v tomto směru nakonec ke změně. Leopold I. tak vydal 27. září 1677 reskript, kterým se umožňovalo odsouzenci odvolání do 14 dnů od vynesení rozsudku k pražskému apelačnímu soudu. Apelace měla zabránit nejkřiklavějším způsobům bezpráví.
Roku 1635 ztratil apelační tribunál svou kompetenci pro obojí Lužici, která byla Ferdinandem II. za pomoc při potlačení českého stavovského povstání nejprve zastavena Sasku a následně v roce 1635 byla tato zástava pražským mírem změněna v dědičné léno.
V roce 1644 26. listopadu vydal Ferdinand III. v Linci pro apelační komoru novou instrukci. Složení a agenda apelačního soudu se výrazně nezměnila. Bylo posíleno postavení apelačního tribunálu, jakožto dozorujícího orgánu nad městskými soudy, apelační soud získal pravomoc kárat nižší soudy napomenutím a udělovat jim pokuty. Každý rok měli být panovníkovi předkládány výkazy o vyřízených procesech. Přednesy ze spisů se měly konat výhradně německým jazykem. Znovu bylo upraveno pořadí hlasování, první po referentu hlasovali doktoři práv, ale v pořadí od nejstarších k nejmladším, po nich hlasovala šlechta ve stejném pořadí. Mladší soudci se jistě nechali při hlasování ovlivnit názorem svých starších kolegů. Ferdinand III. si určitě této skutečnosti byl vědom a proto u apelačního soudu zavedl tento hlasovací pořádek. Tak bylo jen posíleno postavení apelačního soudu jakožto součásti absolutistického státního mechanismu habsburské monarchie. Dodržování hlediska spravedlnosti při rozhodování apelačního tribunálu ustupovalo prosazování toho „správného“ názoru v jeho rozhodnutích. Instrukce Ferdinanda III. také zavedla zvláštní opravný prostředek, tzv. rozklad, který strana mohla podat u apelačního soudu ve čtrnáctidenní lhůtě po vynesení rozsudku. Na základě rozkladu měl apelační tribunál vysvětlit nejasné výrazy a formulace v rozsudku, který vydal. O rozkladu musela rada nad apelacemi rozhodnout ve osmidenní lhůtě.
K další změně a rozšíření kompetence apelačního soudu došlo roku 1661, kdy Ferdinand III. reskriptem z 10. července přenesl na radu nad apelacemi působnost hejtmanství německých lén, které bylo zrušeno. Apelační radové se účastnili činnosti hejtmanství německých lén již ve druhé polovině 16. století. Dva až čtyři apelační radové působili jako lenní radové v agendě hejtmanství německých lén a podíleli se na projednávání lenních sporů. Také jestliže hejtmanství o to požádalo, apelační komora dávala hejtmanství německých lén dobrá zdání v komplikovaných případech. Apelační soud se tak stal politickým a soudním úřadem první stolice nad lény koruny české v Loketsku, Chebsku, Ašsku, Falci i v jiných částech německé říše. Tato léna dosud náležela pod soud i správu hejtmana německých lén. Tímto reskriptem z roku 1651 byli dva radové z řad doktorů práv jmenováni lenními referenty. Lenní agenda byla od běžné agendy apelační vedena odděleně, měla svou zvláštní registraturu, repertorium, podací a radní protokoly. Přednesy v záležitostech lenních projednávali však všichni radové apelačního tribunálu na svých zasedáních. V závažných případech bylo rokurováno ke králi.
Ke konci 17. století se také ustálila praxe, že od hrdelních soudů byl předkládán k posouzení a vynesení konečného rozsudku každý významnější kriminální přečin. Apelační tribunál rovněž ovlivňoval vyšetřovací metody u městských soudů. Předepisoval otázky, které bylo možné klást obviněnému při vyšetřování (tzv. interrogatorium), což někdy vedlo až k vydání detailního popisu otázek, které mají být při výslechu kladeny. Také někdy dával apelační soud i popud k zajištění dalších osob, pokud jejich vina vyplynula z předchozího vyšetřování. U městského hrdelního soudu byla sepsána vyznání uvězněných provinilců, vyslechnuti svědkové a jejich přísežné výpovědi byly odeslány do Prahy. Po několika dnech se vracely buď přímo ortely apelačního tribunálu s průvodním listem (tzv. missiv), jež obsahoval další pokyny nebo pokyn pro dodání dalších písemných podkladů. Posléze byl provinilcům vyhlášen ortel apelačního soudu. Nevýhodou zásahů apelačního soudu byla skutečnost, že rozsudky byly vynášeny pouze na základě písemného materiálu, někdy neúplného nebo nepřesného. Jen příliš nejasné případy byly vraceny k doplnění. Přesto znamenaly zvýšení úrovně objektivity a odbornosti v trestním řízení.
Částečně byla činnost apelačního soudu roku 1707 rozšířena vydáním hrdelního řádu. Jeho vypracováním císař Josefa I. pověřil komisi sestávající z členů apelačního soudu a překlad do češtiny pořídil titulární apelační rada a český sekretář Kašpar Jan Kupec z Vilenbergu. Hrdelním řádem bylo stanoveno, že všechny soudy povolané k výkonu útrpného práva smí se uchylovat o radu pouze k radě nad apelacemi. Apelační soud měl též právo zrušit rozsudek nižšího soudu. Reskriptem z roku 1709 pak byly přiděleny apelačnímu soudu syndikátní žaloby v první stolici, jednalo se o případy, kde podřízený soud byl pro protiprávní výkon soudnictví odsouzen k náhradě způsobené škody.
Naopak reskriptem z dne 18. listopadu 1752 byla kompetence apelačního soudu zúžena, jelikož touto instrukcí byl od zač. následujícího roku zřízen samostatný apelační soud v Brně s působností pro Moravu. O 30 let později odpadla i působnost pražského apelačního soudu pro Slezsko, jelikož od roku 1783 bylo ze Slezska nadále apelováno k brněnskému apelačnímu soudu. Územní působnost apelační komory na Pražském hradě zůstala tak omezena jen na Čechy. Dalším významným zásahem do struktury soudnictví bylo roku 1749 po zrušení české dvorské kanceláře zřízení Nejvyššího soudního úřadu ve Vídni jako nejvyšší soudní instance a zároveň orgánu justiční správy pro rakouskou i českou část monarchie. Důležité na zřízení tohoto nového orgánu byla skutečnost, že tím ztratilo soudnictví v zemích České koruny svou dosavadní samostatnost a bylo takto začleněno do širšího rámce celohabsburského. Skutečným ústředním nejvyšším soudem nejen českých, nýbrž i všech rakouských zemí se však tento úřad stal teprve až po reformě v roce 1783.
Marie Terezie patentem z roku 1765 omezila hrdelní pravomoc městských soudů. Před přijetím tohoto nařízení náležela trestněprávní kompetence v Čechách celkem 378 soudům. Hrdelní pravomoc byla ponechána jen čtyřem pražským městům, městskému soudu v Chebu, soudu pražské univerzity a dále 24 městům. Soudům vrchnostenským bylo pouze povoleno spoluúčastnit se na pronásledování zločinců a odvádět je do vězení měst s hrdelní pravomocí. Zároveň byl vytvořen tzv. kriminální fond spravovaný apelačním soudem, do kterého přispívala města, kterým byl výkon hrdelní pravomoci zastaven, mimo to sem plynuly i jiné příjmy, zejména z pokut. Města, kterým byla ponechána hrdelní pravomoc, byla povinna mít soudy obsazené radními, kteří měli ovládat platný hrdelní řád, a u každého hrdelního soudu musel být dle nařízení nejméně jeden přísežný písař neboli syndikus. Tomu pomáhal s vyřizováním trestní agendy jeden ze členů městské rady, který musel stejně jako syndikus složit zkoušku z trestního práva před apelačním soudem. Přezkušováním syndiků pro hrdelní soudy se značně rozrostla agenda apelačního soudu, tento zákrok také znamenal plné podřízení zbylých hrdelních soudů apelační komoře a tím zeměpanské moci, což vedlo k dalšímu omezení soudní pravomoci královských a poddanských měst.
Vydáním tereziánského hrdelního soudního řádu došlo v roce 1770 k určitým změnám v trestním řízení. Tento kodex byl vytvořen na základě Josefínského hrdelního řádu a hrdelního řádu Ferdinanda III. pro Dolní Rakousy. V zákoníku plně převládl inkviziční proces. Novým trestním kodexem byla přikázána apelačnímu soudu inkvizice a odsuzování v případě protistátních trestných činů a také, jestliže zločin spáchal cizinec či osoba vyššího stavu. Ve stanovených trestných činech měly hrdelní soudy povinnost před vyhlášením a výkonem vedlejšího a konečného rozsudku dát jej nejprve ke schválení apelačnímu tribunálu.

## Všeobecné apelační soudy
Dvorskými dekrety z 12. dubna roku 1782 a ze dne 7. dubna 1783 byla dosavadní apelační komora, čili královská rada nad apelacemi na hradě Pražském změněna na tzv. všeobecný apelační soud, který svou činnost zahájil v červnu roku 1783. Nově zřízený všeobecný apelační soud přesídlil do zrušené jezuitské koleje na Malostranském náměstí a kaple sv. Václava, kde sídlil doposud, byla přeměněna na slavnostní síň. Skládal se z prezidenta, jímž byl do roku 1790 nejvyšší hofmistr, viceprezidenta, dalších 17 radů a z pomocného personálu. Brněnský měl také prezidenta, tuto funkci zastával zemský prezident (také do roku 1790, poté oba soudy dostaly vlastního prezidenta), viceprezidenta, devět radů a další personál. Apelace ze Slezska šly do Brna, namísto do Prahy, jak tomu bylo až do této doby.
Nejvyšší instancí byl tedy stále Nejvyšší soudní úřad ve Vídni, který byl též nazývaný Nejvyšším soudním dvorem. Druhou instancí se staly všeobecné apelační soudy v Praze a v Brně. Apelační soudy rozhodovaly o odvoláních proti rozsudkům všech soudů prvních stolic, vyřizovaly rekursy z prvoinstančních nálezů ve sporných věcech, přezkoumávaly zmateční stížnosti proti rozhodnutím prvních stolic, rozhodovaly o delegaci soudní pravomoci mezi soudy stejného stupně, jestliže ve výkonu jejich soudní kompetence stála nějaká zákonná překážka, zkoušely kandidáty soudní služby a advokacie a vydávaly dekrety o jejich způsobilosti, obsazovaly většinu služebních míst u podřízených soudů, dohlížely na všechny soudy, soudce i advokáty působící v jejich okruhu a vydávaly všeobecná a závazná právní poučení podřízeným soudům podle platných právních předpisů. Napříště všeobecným apelačním soudům podléhali v druhé instanci i příslušníci vyšších stavů, dosud výslovně vyloučení z kompetence apelační komory sněmovním usnesením roku 1573.
Jejich zřízení znamenalo důsledné uplatňování zákonů v soudním řízení, zvýšení právnického vzdělání soudců i obhájců, omezení libovůle nižších soudů a také tak byla umožněna širší možnost odvolání. Ministerským nařízením z 6. dubna 1850 ale všeobecné apelační soudy zanikly a jejich nástupcem se mj. staly Vrchní zemský soud v Praze a Vrchní zemský soud v Brně.